# RITCS
Pour les articles homonymes, voir Rits.
Le Royal Institute for Theatre, Cinema and Sound (RITCS) est le département Arts dramatiques et techniques audiovisuelles (Audiovisuele en Dramatische Kunsten en Technieken) de l'Erasmushogeschool Brussel.

## Historique
La dénomination RITS provient des initiales de la Hoger Rijks Instituut voor Toneel en Cultuurspreiding (HRITCS) fondé en 1962 afin d'être le pendant de l'institut francophone INSAS (Institut national supérieur des arts du spectacle). Le premier directeur du RITS est Rudi van Vlaenderen. Les formations prodiguées sont les métiers du théâtre (régisseur, dramaturge), du cinéma, de la radio et de la télévision, à la fois dans le domaine artistique et technique. Roland Verhavert, Émile Degelin et Jo Röpcke en étaient les principaux promoteurs. Contrairement aux conservatoires qui formaient des acteurs professionnels, l'HRITCS accordait une attention particulière à tout ce qui était derrière la caméra, réalisation, scénario et communication visuelle. Quand la décision de fusionner les différentes hautes écoles flamandes fut prise en 1995, le RITS a rejoint l'Erasmushogeschool Brussel, tout en conservant un grand degré d'autonomie.
En avril 2015, le titre « royal » est décerné au RITS. Le conseil de surveillance de l'Erasmushogeschool décide de renommer l'école, en utilisant les initiales du nom d'origine, Royal Institute of Theatre, Cinema and Sound.